# Pönitz (Scharbeutz)
Pönitz ist ein westlicher Ortsteil der Gemeinde Scharbeutz im schleswig-holsteinischen Kreis Ostholstein. Er liegt ca. 5 km von der Ostsee entfernt. Am westlichen Ortsausgang liegt die Siedlung Steenrade, und östlich grenzt Pönitz am See zwischen dem Kleinen Pönitzer See und dem Großen Pönitzer See an. Westlich fließt die Schwartau. Pönitz gab dem Kurgebiet Pönitzer Seenplatte in der Holsteinischen Schweiz seinen Namen.

## Geschichte
1221 wird Pönitz als slawische Siedlung Penze, was so viel wie „schäumendes Wasser“ heißt, erstmals urkundlich erwähnt. Damit ist das Bauerndorf gemeint, das heute den Namen Pönitz am See führt. Der heutige Ort Pönitz hieß bis 1934 Bahnhof Gleschendorf. In den 1970er Jahren kamen die Gemarkungen Steenrade (bestehend aus Obersteenrade, Untersteenrade und Siedlung Steenrade) und Pönitz am See als Ortsteile zu Pönitz. Jahrelang stagnierte die Einwohnerzahl, bis nach 2000 ein neues Baugebiet im Osten des Ortes Pönitz entstand. Am 10. Juni 2024 wohnten in Pönitz 1.897 Menschen. Damit ist Pönitz nach Scharbeutz (Strand) der zweitgrößte Ortsteil der Gemeinde Scharbeutz, gefolgt von Haffkrug mit 1.745 Einwohnern.

## Aktuelles
Im Jahr 2016 wurde in Pönitz das Neubaugebiet Feldkamp entwickelt. In diesem entstanden 70 Bauplätze für Einzel- und Doppelhäuser. Darüber hinaus entwickelte die Gemeinde Scharbeutz ein weiteres Neubaugebiet im Westen von Pönitz. Dort wurden nördlich der Siedlung Steenrade ab dem Jahr 2018 weitere 80 Grundstücke verkauft.

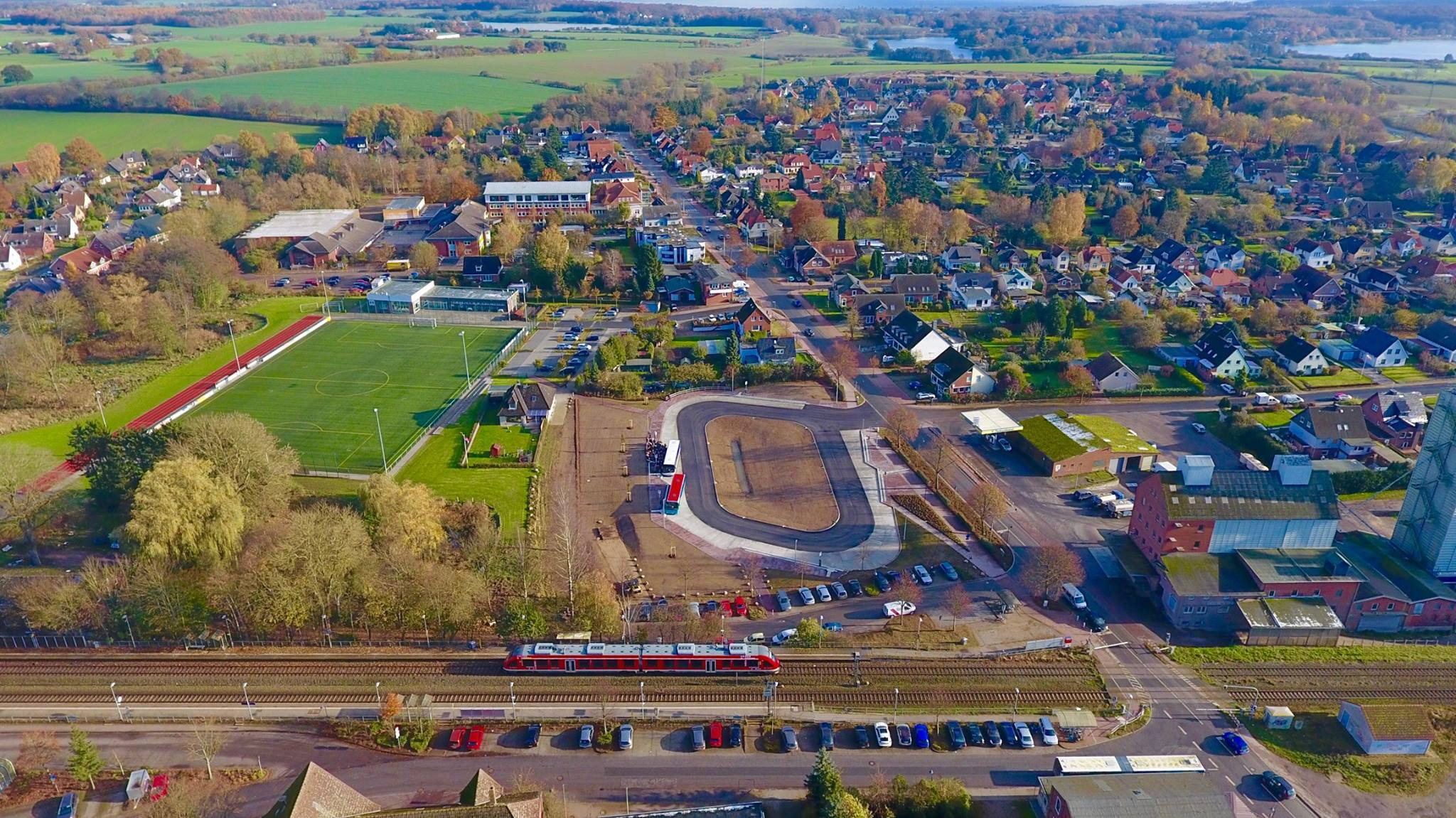
Blick über Pönitz

Das steigende Schüleraufkommen an der Gemeinschaftsschule Pönitz machte es notwendig, eine neue Busstation zu errichten. Insgesamt wurden 6 Haltebereiche geschaffen, davon 4 als sogenannte Sägezahnparkplätze, damit jeder Bus – ohne Behinderung oder Wartezeiten durch die anderen ankommenden und abfahrenden Busse – losfahren kann.
Die Erweiterung des bestehenden Ortskerns und das daraus resultierende Wachstum der Bevölkerung veranlasste am 3. November 2015 die Planung eines Nahversorgungszentrums. Das von den Gemeinden Scharbeutz und Timmendorfer Strand erstellte Einzelhandelskonzept mit Einzelhandelsbestandanalyse hat aufgezeigt, dass es in den Ortsteillagen der Gemeinde Scharbeutz z. T. keine qualifizierten Nahversorgungsstrukturen vorhanden sind. Dies trifft laut Analyse insbesondere für den Ortsteil Pönitz zu. Die Ortschaft Pönitz nimmt durch die infrastrukturelle Anbindung als Schul- und Versorgungsstandort eine wichtige Versorgungsfunktion ein. Der Bauausschuss der Gemeindevertretung legte deshalb im Bebauungsplan neben einem 1000 m² großen Einkaufszentrum mit Stellplätzen die Erstellung eines Mehrfamilien- und eines Doppelhauses fest. Als Nahversorger wurde ein Markendiscount etabliert.
Die Gemeinde Scharbeutz plant derzeit einen Solarpark am südlichen Ortsausgang (L309) in Richtung Pansdorf. 

## Geografie und Verkehr
Der Ort liegt an der B 432, der alten Chaussee Altona–Hamburg–Neustadt von 1845 und verfügt über einen Bahnhof an der Strecke Kiel–Lübeck zwischen Bad Schwartau und Eutin. Bis 1988 zweigte dort die Bahnstrecke Pönitz–Ahrensbök ab.
Die nächste Autobahnanschlussstelle ist über die B 432 die Abfahrt 16 Scharbeutz, Pönitz, Bad Segeberg an der A 1.
Durch Pönitz verlaufen mehrere Buslinien, die insbesondere während der Schulzeit den Schülern die An- und Abreise zur Schule ermöglichen. Die Buslinien werden von der DB-Tochtergesellschaft Autokraft betrieben. Zum Fahrplan 12/2016 existierten die folgenden sechs Linien (teilweise nur Ausstieg möglich):
- 5812: Gronenberg – Pönitz
- 5813: Haffkrug – Scharbeutz – Pönitz
- 5814: Gronenberg – Timmendorfer Strand
- 5951: Lübeck – Pansdorf – Timmendorfer Strand – Haffkrug
- 5955: Luschendorf – Pansdorf
- 5970: Eutin/Neustadt/Sarau – Ratekau

## Einrichtungen

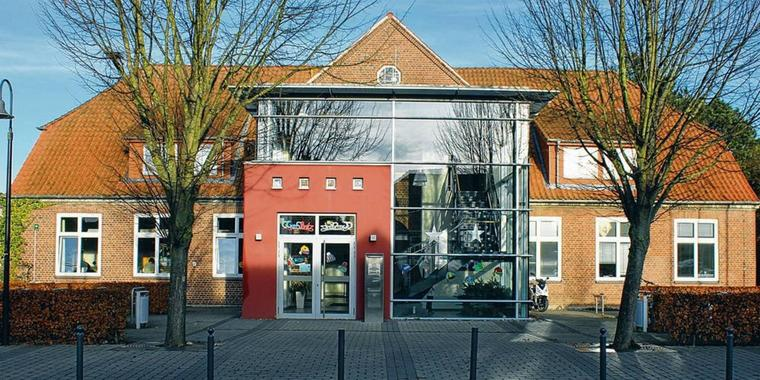
Gemeinschaftsschule Pönitz

Pönitz verfügt über die einzige Grund- und Gemeinschaftsschule mit gymnasialer Oberstufe der Gemeinde Scharbeutz (GGemS Pönitz). Seit dem 1. August 2024 trägt die Schule den Namen Emmi-Bonhoeffer-Schule. Sie wurde im Jahr 1899 gegründet und seitdem stetig erweitert. Zu Beginn des Schuljahres 2023/24 wurden 940 Schülerinnen und Schüler unterrichtet. Die Grundschule hat ca. 200 Schülerinnen und Schüler, die Gemeinschaftsschule ca. 600 Schülerinnen und Schüler und die Oberstufe ca. 140 Schülerinnen und Schüler.
Der Sozial- und Kulturausschuss der Gemeinde stimmte der Einrichtung einer Sekundarstufe II an der Grund- und Gemeinschaftsschule Pönitz zum Schuljahr 2019/20, unter dem Vorbehalt der Zustimmung zu den haushalts- und baurechtlichen Auswirkungen, zu. Dadurch wird es Schülerinnen und Schülern ermöglicht, die Allgemeine Hochschulreife zu erwerben. Der Neubau des größeren Schulgebäudes wird voraussichtlich im Mai 2025 fertig gestellt sein. 
Durch die infrastrukturelle Anbindung an die Bahnlinie Kiel–Lübeck sind die Schulorte Eutin und Bad Schwartau mit mehreren Gymnasien gut zu erreichen.
Im Ortsteil sind darüber hinaus der Kindergarten Rappelkiste e. V. mit Krippenbereich sowie die Kindertagespflegen Zwergenstübchen und Jessis Feldmäuse ansässig. Durch das starke Wachstum des Ortsteils wurde für den Kindergarten Rappelkiste ein neues Gebäude errichtet. Der Kindergarten wird nach der Montessori-Pädagogik geführt.
In Pönitz befindet sich das Museum für Regionalgeschichte der Gemeinde Scharbeutz des Vereins für Regionalgeschichte der Gemeinde Scharbeutz und Umgebung e. V. mit Museumswerkstatt und historischer Bibliothek. Im Januar 2015 wurde das Museum in die Rote Liste Kultur des Deutschen Kulturrates in die Vorwarnliste aufgenommen und damit in die Kategorie 3 eingestuft.

## Politik
Die Dorfschaft Pönitz wird durch den Dorfvorstand und seiner Stellvertretung bei der Gemeinde vertreten.

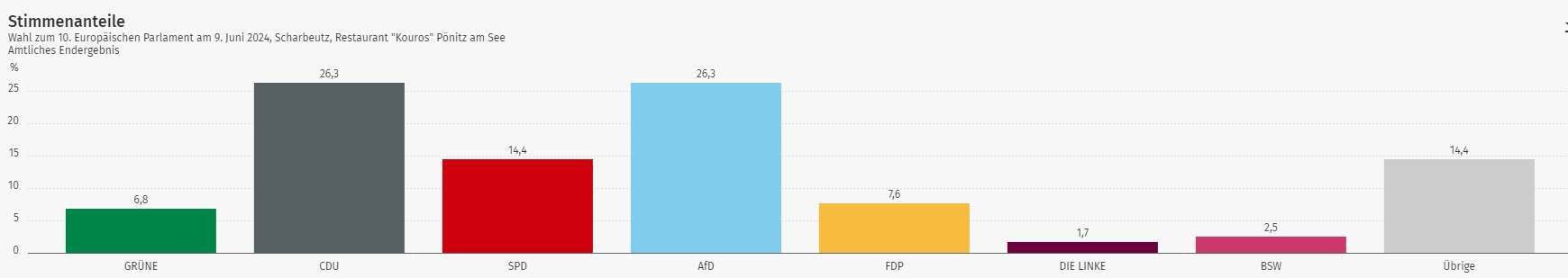
Wahlergebnis - Pönitz am See

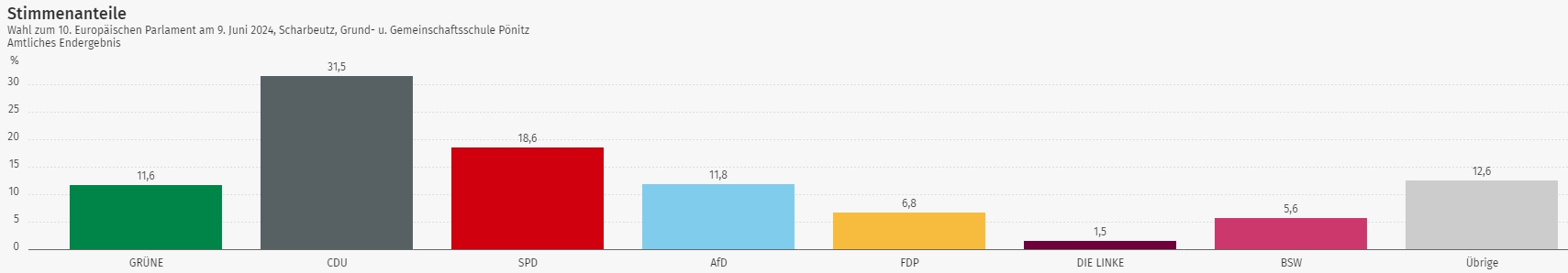
Wahlergebnis - Pönitz

Wichtige Abstimmungen bei Wahlen:
Europawahl (9. Juni 2024):

## Wirtschaft
Trotz eines dörflichen Charakters befinden sich in Pönitz eine Sparkassenfiliale, ein Getränkemarkt, eine Postfiliale, ein Reisebüro, eine Bäckerei und ein online TV-Sender. Außerdem gibt es einen landwirtschaftlichen Großhändler sowie zwei Tankstellen. Die Schleswig-Holstein Netz AG betreibt ein Netzcenter mit ca. 18 Mitarbeitern.
Als Ortsteil der Gemeinde Scharbeutz gilt für Pönitz die Bäderregelung vom 15.03. bis 15.10. eines Jahres. Die Bäderregelung ermöglicht es an Sonn- und Feiertagen einzukaufen.

## Sport
Der mitgliederstärkste Sportverein der Gemeinde Scharbeutz ist die Sportvereinigung Pönitz. Der Verein wurde im Jahr 1912 gegründet und führt laut eigenen Angaben 1019 Mitglieder (Stand: 12/2019). Er gliedert sich in 10 Sparten auf. Diese sind u. a. Badminton, Fußball, Karate, Line Dance, Leichtathletik, Tischtennis, Turnen / Gymnastik / Aerobic, Orientalischer Tanz, Volleyball und Tanzen.

## Persönlichkeiten
- Willi Lemke (* 19. August 1946 in Pönitz; † 12. August 2024 in Bremen), deutscher Politiker (SPD) und Sport-Funktionär
- Gustav Friedrich Meyer (* 28. Februar 1878 in Bahnhof Gleschendorf; † 29. Juli 1945 in Neustadt in Holstein), deutscher Volkskundler und Heimatforscher; sein Geburtshaus in Pönitz, Lindenstraße/Ecke Friedenstraße, schmückt eine Hinweistafel
- Ina Freese (* 6. April 1868 in Lübeck; † 17. Juli 1916 in Pönitz), war eine der führenden Persönlichkeiten im Lübecker Schulwesen.